# Willie Cook (Jazzmusiker)
Willie Cook (* 11. November 1923 in Tangipahoa, Louisiana; † 22. September 2000 in Stockholm) war ein US-amerikanischer Jazz-Trompeter des Swing und spielte lange Zeit im Duke Ellington Orchestra.

## Leben und Wirken
Willie Cook wuchs in Chicago auf und lernte zunächst Geige, bevor er als Jugendlicher zur Trompete wechselte. Ende der 1930er Jahre spielte er in King Perrys Band, dann Anfang der 1940er Jahre in Jay McShanns Band. 1942 hatte er kurz eine eigene Formation, ging wieder zu McShann; 1943 bis 1948 arbeitete er in der Band von Earl Hines, 1948 bei Edwin Wilcox und 1948/50 bei Dizzy Gillespies Orchester. Außerdem arbeitete er mit Jimmie Lunceford 1949, Ella Fitzgerald, Johnny Hodges und erstmals 1951 mit Duke Ellington. Als reguläres Bandmitglied war er bei dessen legendären Newport Auftritt 1956 dabei und spielte auf Alben wie Such Sweet Thunder mit; 1959 besuchte er mit dessen Orchester Europa, 1960 trat er auf dem Monterey Jazz Festival auf, außerdem spielte er mit B.B. King und 1957 mit dem Pianisten Billy Taylor (Taylor Made Jazz). Ende der 1960er Jahre arbeitete Cook nochmals mit dem Duke Ellington Orchestra (zu hören auf The Intimacy of the Blues und den Studio Sessions). Nach seinem teilweisen Rückzug von der Jazzszene in den Jahren 1974 bis 1978 spielte er gelegentlich bei Count Basie und Clark Terry; zu hören ist er auf den Basie-Alben Kansas City Six und Warm Breeze aus dem Jahr 1981, auf letzterem als alleiniger Solist in dem Stück Cookie. Im Jahr 1982 zog er nach Schweden. Dort arbeitete er mit Alice Babs und Ernie Wilkins (zu hören auf dessen Montreux-Album bei Steeplechase).